# Вледень (Ясси)
Вледень, Вледені (рум. Vlădeni) — село у повіті Ясси в Румунії. Адміністративний центр комуни Вледень.
Село розташоване на відстані 344 км на північ від Бухареста, 34 км на північний захід від Ясс.

## Населення
За даними перепису населення 2002 року у селі проживала 1871 особа, з них 1869 осіб (99,9%) румунів. Усі жителі села рідною мовою назвали румунську.